# Nils Holgersson
Nils Holgersson (ニルスのふしぎな旅, Nils no Fushigi na Tabi) é uma adaptação anime do romance A Maravilhosa Viagem de Nils Holgersson através da Suécia da escritora sueca Selma Lagerlöf. Em Portugal foi transmitida pela RTP1 com dobragem portuguesa baseada na dobragem alemã. O genérico não foi dobrado, mas mantido em alemão.